# Palazzo Botta Adorno
Palazzo Botta Adorno è un palazzo di Pavia, in Lombardia.

## Storia
Il palazzo appartenne inizialmente ai Beccaria, proprietari, almeno dalla fine del XV secolo, di molti immobili in quest’area della parrocchia dei Santi Gervasio e Protasio. Intorno al 1640 l’immobile passò a Margherita Campeggi. Nel 1651 la Campeggi cedette il palazzo a Francesca Beccaria Botta, ma probabilmente l’edificio era già, almeno dal 1636, abitato dai Botta. Il palazzo fu ricostruito da Luigi Botta Adorno a partire dal 1693. I marchesi Botta possedevano i feudi di Castelletto di Branduzzo (dove avevano un grande castello), Fortunago e Castelnovetto. Strettamente legati alla corte viscontea prima e sforzesca poi, i Botta ottennero anche incarichi di prestigio: Giovanni Botta, collaboratore di Filippo Maria Visconti, alla morte del duca appoggiò Francesco Sforza e divenne maestro delle entrate ducali e poi referendario generale, mentre i figli Bergonzio e Giacomo furono rispettivamente tesoriere generale del ducato il primo e vescovo di Tortona il secondo. Nella seconda metà del Seicento i Botta si imparentarono con i genovesi Adorno, una delle più importanti famiglie genovesi che diede alla repubblica ben sette dogi. Gli Adorno furono cacciati da Genova nel 1689 e si installarono a Pavia. Dal matrimonio dell’ultima degli Adorno (Maddalena) con Luigi Botta nacque il ramo dei Botta Adorno, i cui personaggi più noti furono Giacomo, feldmaresciallo austriaco, Antoniotto, feldmaresciallo e diplomatico per l'impero. Il palazzo venne completato sul finire del Settecento, riccamente decorato di dorature, stucchi e ornato di pitture e sculture di gran pregio. Nel Settecento e nell’Ottocento l’edificio, considerato la più bella dimora patrizia di Pavia, accolse e ospitò molti personaggi illustri: re Filippo V di Spagna nel 1702, Maria Luisa di Borbone nel 1765, nel 1805 vi soggiorno Napoleone insieme alla moglie Giuseppina, nel 1816 vi sostò l’imperatore Francesco I, che vi tornò anche nel giugno del 1825, nel 1838 l’imperatore Ferdinando I e poi il maresciallo Radetzky, re Carlo Alberto nel 1848 e, infine, Vittorio Emanuele II nel 1859. Con la morta dell’ultima discendente dei Botta Adorno, Clementina Botta Adorno, gli eredi, marchesi Cusani Visconti, vendettero nel 1887 il palazzo all’università. Nel 1894, dopo pesanti interventi edilizi che mutarono pesantemente la fisionomia del complesso, la nuova sede universitaria accolse gli istituti di anatomia e fisiologia comparata, di igiene, medicina legale e fisiologia, alcuni dei quali nel 1936 vennero trasferiti nei nuovi edifici appositamente costruiti nella zona del policlinico. Attualmente il palazzo ospita il Museo di storia naturale dell'Università di Pavia (Kosmos), la sua biblioteca, il museo Golgi e il museo della storia della Farmacia.

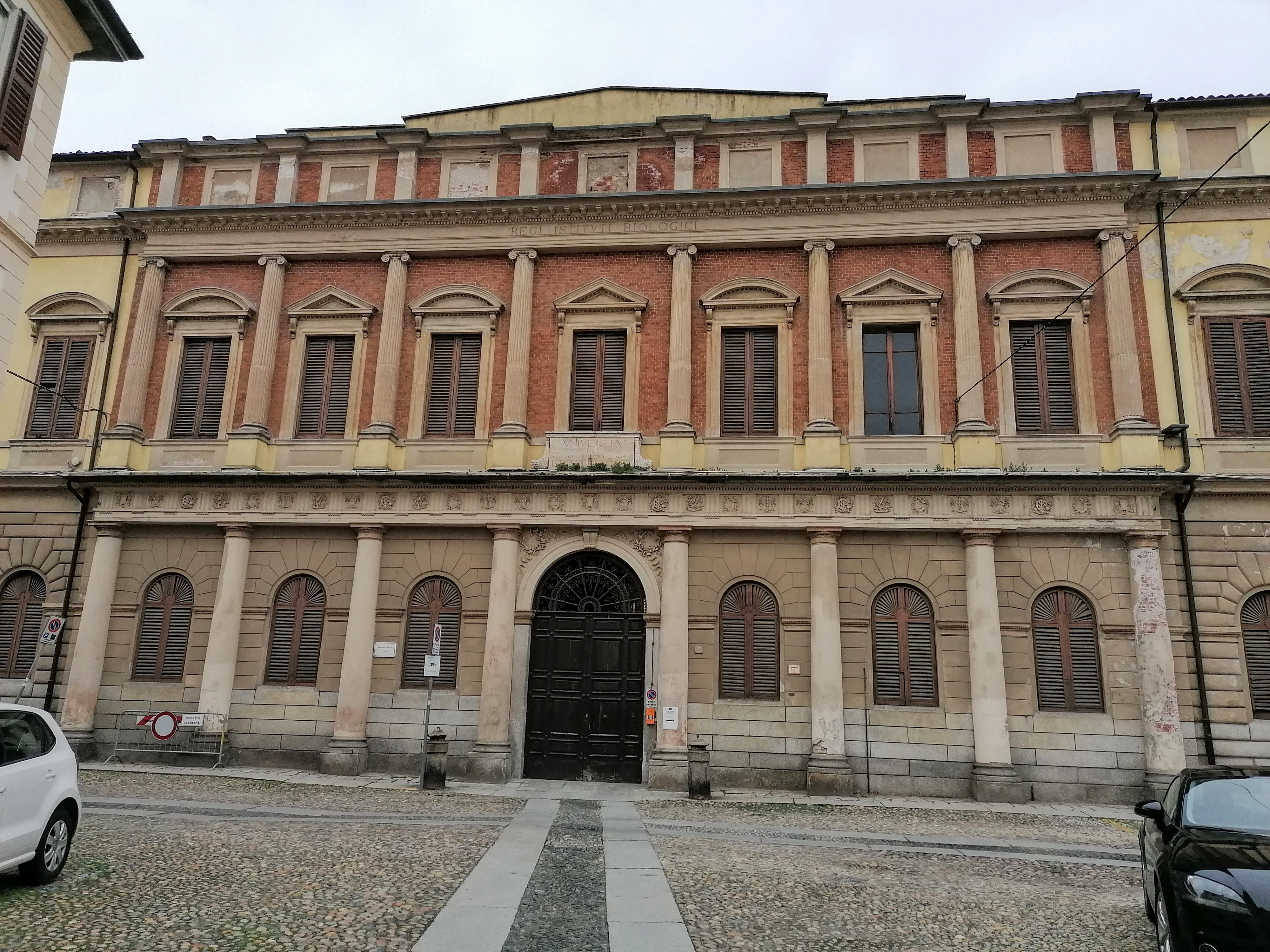
La parte centrale della facciata.
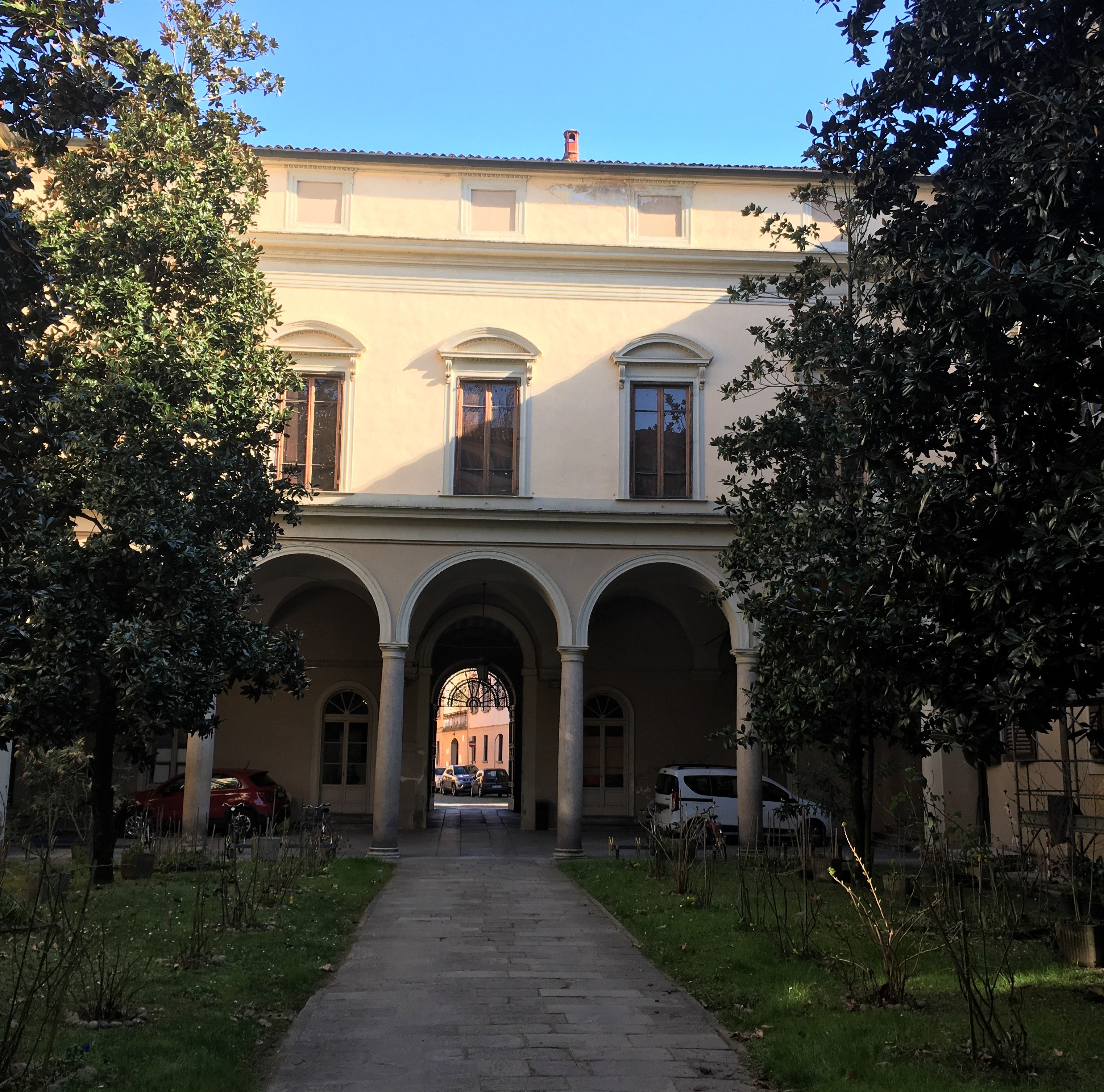
Uno dei cortili.
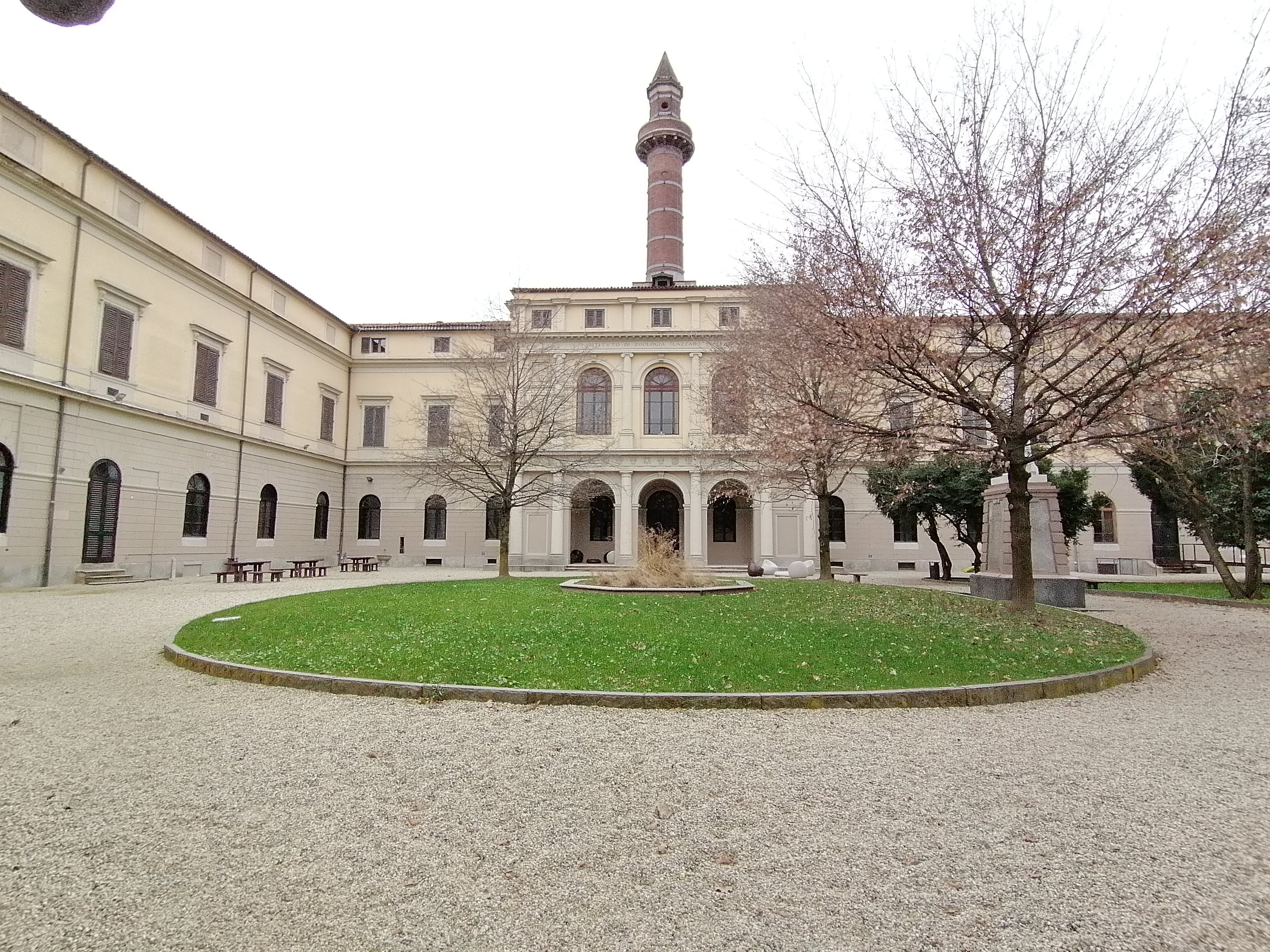
Il Museo di Storia Naturale

## Descrizione
Il complesso, notevolmente esteso, è formato da quattro corpi disposti intorno a un cortile rettangolare, con la facciata principale rivolta verso piazza Botta, e di un'altra ala a destra. Il palazzo appare oggi nella sua veste “classicista”, frutto degli interventi e rimaneggiamenti, progettati dall’ingegner Leopoldo Mansueti e attuati dall’ingegner Augusto Maciachini, tra il 1887 e il 1893 e che già all’epoca suscitarono polemiche perché distrussero molti ambienti barocchi del palazzo. A tale periodo risalgono, infatti, l’attuale facciata sulla piazza, i due scaloni simmetrici, la definizione architettonica dei prospetti sul cortile e di quello sull’area del giardino, ora in gran parte occupato da padiglioni ed edifici sorti in funzione degli istituti scientifici e dalla Clinica del Lavoro. Inoltre, sempre negli stessi anni, venne realizzato in fondo alla corte nobile un nuovo corpo di fabbrica, dotato di grandi esedre semicircolari provviste di alti camini di ventilazione realizzati a imitazione di minareti.
La facciata ha una fisiognomia classicista: centralmente è scandita da un doppio ordine di semicolonne trabeate (doriche al piano terra e ioniche al primo piano) che inquadrano sette assi di finestre, e con un portale ad arco al centro. Il primo piano, bugnato, è dotato di finestre centinate, mentre al primo piano si trovano finestre incorniciate, coronate da timpani alternatamente triangolari e semicircolari, su di un paramento di corsi regolari di mattoni lasciati a vista. Gli altri due lati della lunga facciata riprendono, con piccole varianti, le forme della parte centrale, ma sono interamente intonacate. Tramite il portone si può accedere a due scaloni simmetrici, che permettono la risalita al primo piano, dove si sono conservati alcuni ambienti dell’originario palazzo barocco. In particolare, cinque ambienti mantengono sulle volte gli affreschi attribuiti a Giuseppe Natali, come la sala posta nell’angolo nord-est dell’edificio, dove si trova la Traslazione di Psiche sull’Olimpo, incorniciata da lesene e colonne doriche e busti di divinità classiche dipinte. Vi è poi la sala con il grande medaglione sulla volta raffigurante un'Allegoria della virtù, quella con l’un’Allegoria della fama. In corrispondenza della sala con l'Allegoria della fama, sul lato sud dello stesso corpo di fabbrica, si trova una stanza con Il rapimento di Cefalo. In altre sale si trovano, coperte da controsoffittature o nascoste da scialbature e altri affreschi.
Altri due ambienti, probabilmente decorati dopo l’ampliamento del 1738, conservano l’originaria decorazione settecentesca: una sala che fungeva da anticamera a una camera da letto e l’alcova. Il primo ambiente sicuramente è quello che ha mantenuto le caratteristiche originarie, è decorato a stucchi, conserva le porte settecentesche in legno intagliato, il camino in marmi policromi (provvisto ancora del parafuoco recante lo stemma dei Botta Adorno), mentre sulla volta si trova un grande affresco raffigurante Diana ed Endimione, attribuito a Giovanni Angelo Borroni. Totalmente di altro genere è l’affresco della volta della nicchia dell’alcova: in esso si vede Antoniotto Botta Adorno (inviato da Maria Teresa a San Pietroburgo a trattare la pace tra l'impero austriaco e quello russo e a concludere il matrimonio tra il cugino dell’imperatrice, Antonio Ulrico di Brunswick- Bevern, e la nipote della zarina) ai piedi della zarina Anna Ivanovna in trono insieme ai due sposi.

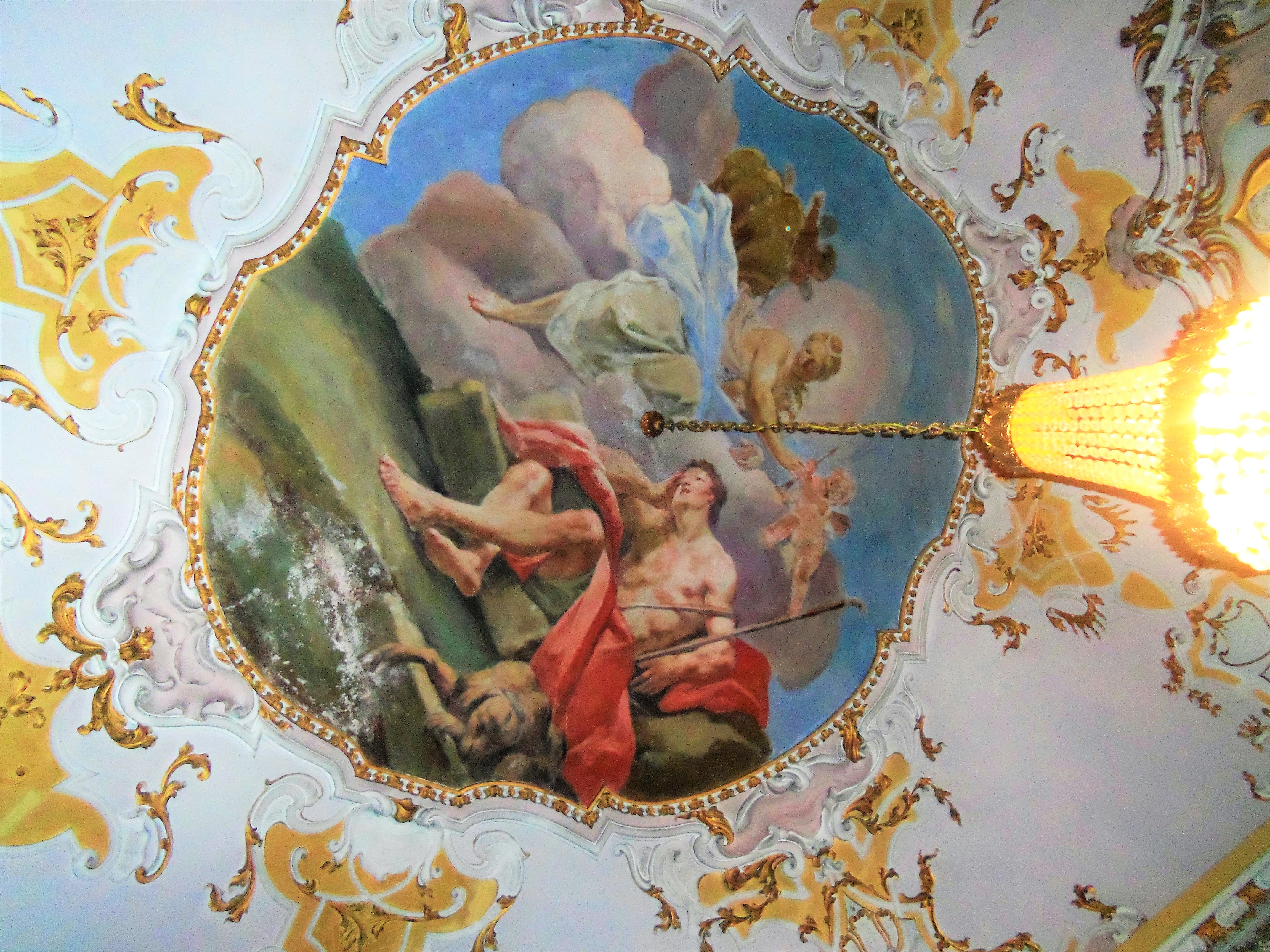
Giovanni Angelo Borroni (attribuito), Diana ed Endimone
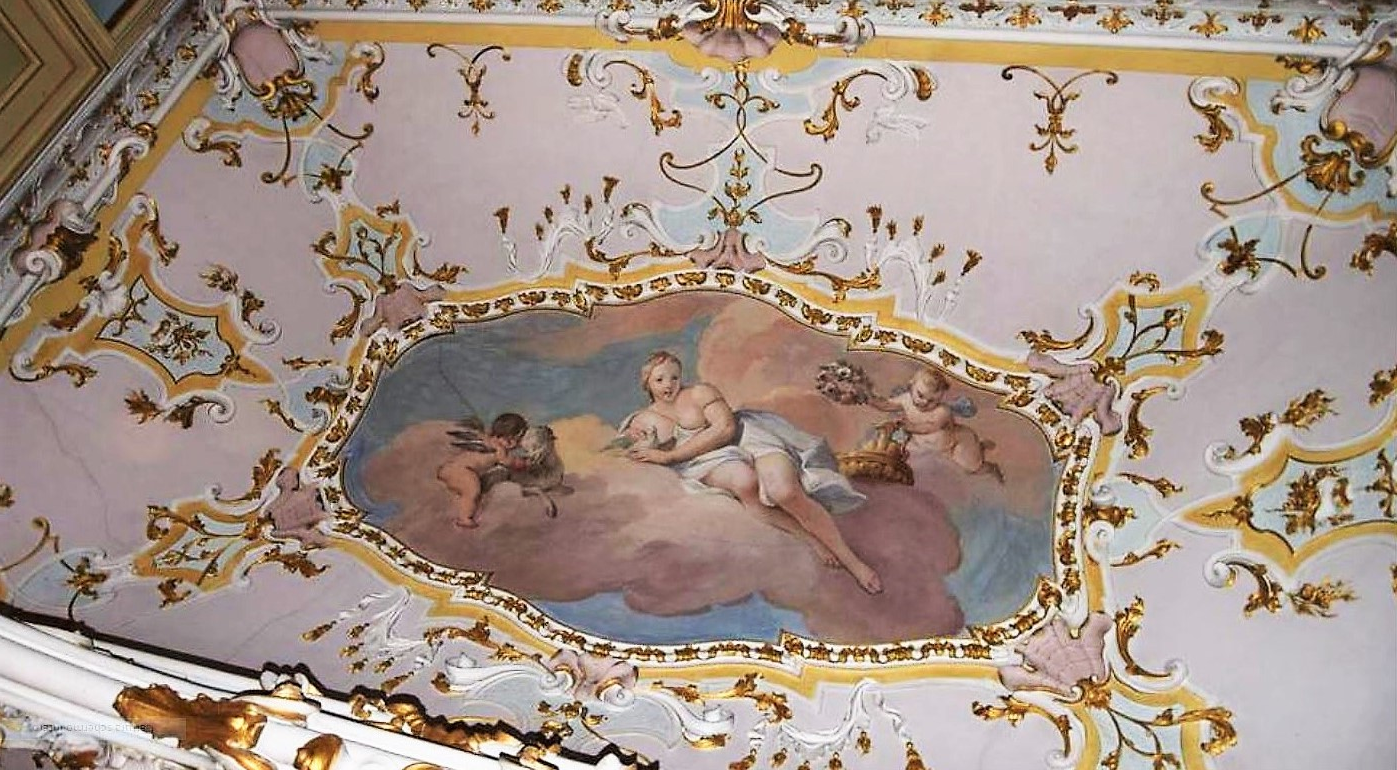
Giovanni Angelo Borroni (attribuito), Venere
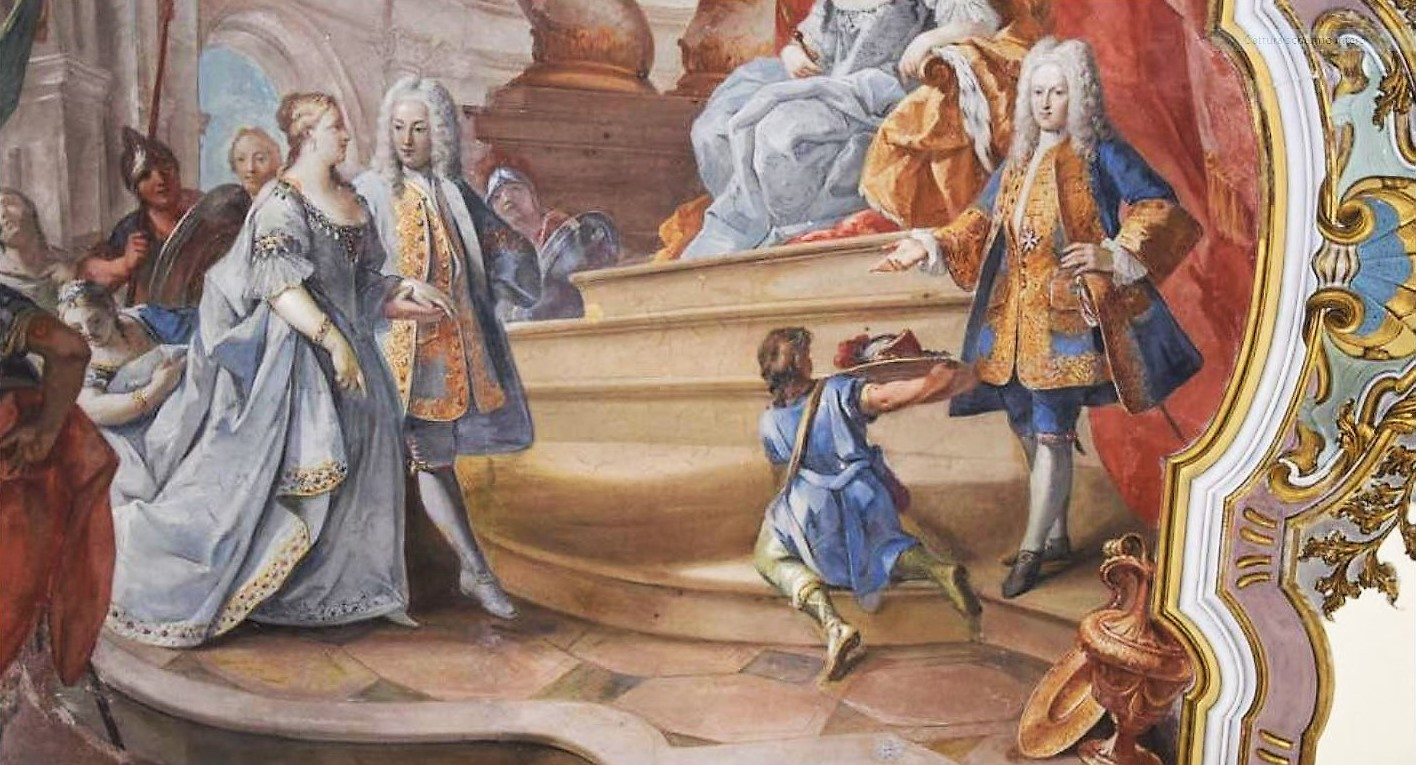
Giovanni Angelo Borroni (attribuito), affresco della volta dell'alcova.